# Ácido ftálico
El ácido ftálico (C6H4(CO2H)2) es una sustancia incolora, soluble en agua y en alcohol. Tiene un sistema fenílico con dos grupos carboxi en posición 1 y 2. Su pKa1=2,89 y pKa2=5,50.
Su nombre deriva del naftaleno del cual se generaba antiguamente por oxidación. Hoy en día la síntesis se basa en la oxidación del o-xileno.
El ácido ftálico se produce por la oxidación catalítica del naftaleno o del ortho-xileno directamente en anhídrido ftálico y una posterior hidrólisis del anhídrido.

## Historia
El ácido ftálico se obtuvo por primera vez por el químico francés  Auguste Laurent en 1836 mediante la oxidación de tetracloruro de naftaleno. Creyendo que la sustancia que resultó era un derivado del naftaleno, lo llamó "ácido naftalico". Después de que el químico suizo Jean Charles Galissard de Marignac determinase su fórmula correcta, Laurent le dio su actual nombre. Los métodos de fabricación en el siglo XIX fueron mediante la oxidación de tetracloruro de naftaleno con ácido nítrico, o, mejor, la oxidación del hidrocarburo con ácido sulfúrico fumante, usando mercurio o el sulfato de mercurio (II) como catalizador.

## Usos

Síntesis del Ácido ftálico

Aunque el ácido ftálico es de modesta importancia comercial, está estrechamente relacionado con el derivado de anhídrido ftálico, que es un producto químico producido a gran escala, ya que es un compuesto de partida importante en numerosas síntesis orgánicos, sobre todo de colorantes del grupo trifenilmetilo. Así por su reacción con el fenol en presencia de cloruro de zinc como ácido de Lewis y reactivo higroscópico se obtiene la fenolftaleína, con el resorcinol la fluoresceina, etc.
Los ésteres del ácido ftálico con alcoholes alifáticos de cadena larga se utilizan para modificar las propiedades mecánicas de unos plásticos como el policloruro de vinilo (PVC). Hay sospechas que son neurotóxicas y podrían ser cancerígenas.
El ácido isoftálico se emplea en la síntesis de unas resinas de poliéster; mientras que el ácido tereftálico es, entre otras aplicaciones, la base del polietilentereftalato (PET), plástico empleado por ejemplo en la fabricación de envases de bebidas. Estos isómeros se generan igualmente a partir de los xilenos correspondientes.
La sal monopotásica: ftalato ácido de potasio es un ácido estándar en química analítica, que se usa como patrón primario para estandarizar bases.

## Isómeros
El ácido ftálico tiene dos isómeros, el ácido isoftálico con los grupos carboxi en posición 1 y 3 y el ácido tereftálico con los grupos en posición 1 y 4 sobre el anillo del benceno. 
|                      |                      |                      |
| ácido ftálico        | ácido isoftálico     | ácido tereftálico    |
| (ácido orto-ftálico) | (ácido meta-ftálico) | (ácido para-ftálico) |